# ゴイアバーダ
ゴイアバーダ（[goja'badɐ]、英語: Goiabada、ポルトガル語: goiaba（グアバという意味））は、赤いグアバと砂糖から作られるジャムで、ポルトガル語圏の国々でよく見られる。その起源はブラジルの植民地時代に遡り、グアバはクインス・チーズの原料となるマルメロに代わるものとして使われていた。その製造には豊富な砂糖と奴隷の労働力が必要で、大釜の中でゆっくりと火を炊くことで大量に作られた。ブラジルの農村部では、今でも家庭用や販売用として一般的に作られている。

## バリエーション
ゴイアバーダによく似ているのが、コロンビアでよく食べられているボカディージョで、こちらもグアバから作られているが、砂糖が多めである。
英語圏のアメリカ大陸、特にカリブ海地域では「グアバペースト（英語: guava paste）」または「グアバチーズ（英: guava cheese）」として知られ、スペイン語圏の地域では「ドゥルセ・デ・グアヤバ（スペイン語: dulce de guayaba）」、「バッラ・デ・グアヤバ（西: barra de guayaba）」、「パスタ・デ・グアヤバ（西: pasta de guayaba）」、「ボカディージョ（西: bocadillo）」または「グアヤバテ（西: guayabate）」として知られている。ゴイアバーダは市販されており、金属製の平たい缶や、板紙の箱に入った長方形のブロック状のものが多い。
ポルトガルの植民地だったインドのゴア州では、「perad」と呼ばれている。
ブラジルでは、ゴイアバーダはミナスチーズと一緒に「ロミオとジュリエット」として知られるデザートとして食べられることが多い。また、朝食のトーストに塗るのも一般的である。
ポルトガルでは、ゴイアバーダは、パイ生地の上にゴイアバーダを敷き詰めてバラの花に見立て、それを丸めて切り分けた「バラのケーキ（ポルトガル語: bolo de rosas）」のフィリングとして使われる。このようなケーキはブラジルでは「ロカンボール（ポルトガル語: rocambole）」と呼ばれ、ゴイアバーダで覆われた生地の層を使って、ロールケーキのように巻いて食べる。ボーロ・デ・ホーロとともに人気のデザートである。
スプーンですくって食べたりパンやケーキに塗って食べたりするような薄いペースト状のものから、ナイフでスライスするのが難しいほど硬い板状のものまで、「ゴイアバーダ」にはさまざまな食感のものがある。缶詰で売られているものはだいたいその中間のもので、簡単にやわらかスライスとして切ることができる。グアバの種類や砂糖の割合、水の量、調理法によって、様々な種類の「ゴイアバーダ」が存在する。